# Racketeering
Racketeering es un término en inglés para referirse a actividades criminales organizadas, generalmente en forma de negocios o como modo de obtener dinero de manera ilícita regularmente o de manera rápida y repetitiva.
Un racket es un término en el idioma inglés para referirse a un tipo de fraude caracterizado por actos o actividades criminales organizadas en las que el acto o actividad delictiva consiste en una forma de negocio sustancial, o en una manera de ganar dinero ilegal, bien de manera regular, o bien de manera breve pero repetida. Por lo tanto, un "racket" se refiere generalmente a una operación o empresa criminal organizada repetida o continua. Llevar a cabo un racket se denomina racketeering.
Sin embargo, de acuerdo con la definición original y más específica del término en ese idioma, un racket o racketeering generalmente implica chantaje, extorsión o coerción criminal. Originalmente y, aún hoy a menudo de manera específica, un "racket" en este sentido se refiere a un acto criminal organizado en el que los perpetradores ofrecen de manera fraudulenta un servicio que no se pondrá en práctica, ofrecen un servicio para resolver un problema inexistente u ofrecen un servicio que resuelve un problema que no existiría sin el racket. En particular, el problema potencial puede haber sido causado por las mismas personas que se ofrecen a resolverlo, si bien ese hecho puede estar oculto, con la intención específica de lograr un patrocinio continuo para este grupo de personas.
El ejemplo tradicional y más común de un racket es el "racket de protección", en el que se promete al negocio o persona que serán protegidos de personas peligrosas en el vecindario, y luego se recolecta el dinero o se causa daños al negocio hasta que el propietario pague. El racket es pues a la vez el problema y la solución, y se utiliza como método de extorsión.
Sin embargo, el término "racket" se ha ampliado en su definición con el tiempo y es posible que ahora se use de manera menos estricta para referirse a cualquier operación ilegal continua o repetida de crimen organizado, incluidas aquellas que no involucran necesariamente prácticas fraudulentas o de extorsión. Por ejemplo, en idioma inglés un "racket" puede referirse a apuestas ilegales o al tráfico de drogas, ninguno de los cuales implica general o necesariamente extorsión, coerción, fraude o engaño con respecto a la clientela prevista.
El racketeering se asocia con mayor frecuencia con el crimen organizado, y el término fue acuñado por la Asociación de Empleadores de Chicago en junio de 1927 en una declaración sobre la influencia del crimen organizado en el sindicato camionero de los Teamsters. Específicamente, un racket se definió en este uso como un servicio, por ejemplo, protección (ver más abajo) que genera su propia demanda y que no habría sido necesario si no fuera por ello.

## Ejemplos
Ejemplos de delitos que puede alegarse son parte de un patrón de actividad de racketeering incluyen
- Un racket de protección es una forma de extorsión mediante la cual los chantajistas ofrecen "proteger" de daños a la propiedad a cambio de una tarifa, a la vez que son los responsables, en parte o en su totalidad, de los daños a la propiedad.
- Una racket de receptación es una operación especializada en revender bienes robados.
- Un racket de números es cualquier lotería no autorizada u operación de apuestas ilegal.
- Lavado de dinero y otras prácticas de "contabilidad creativa" que se utilizan indebidamente para disfrazar fuentes de fondos ilegales.
- Operaciones de hurto organizadas, coordinadas y reiteradas o regulares, incluyendo: el hurto domiciliario, el allanamiento de morada, robo, robo de identidad, robo de arte, robo de autos o el robo de auto a mano armada
- La delincuencia organizada contra las tiendas, el hurto en tiendas y la infracción de derechos de autor (incluyendo la venta de productos falsificados y las falsificaciones de obras de arte)
- Operaciones de fraude y malversación de fondos, que incluyen: fraude en tarjetas de crédito, fraude de cheques, fraude de atención médica, fraude de seguros, fraude postal y electrónico, fraude de valores, fraude bancario, fraude hipotecario, desfalco, fraude electoral, estafas y manipulación de licitaciones
- Redes de secuestro y recompensas
- Servicios de sicariato o asesinato por encargo
- Soborno y corrupción policial
- Deshonestidad académica organizada por administradores educativos
- Rackets de préstamos usureros
- Delitos informáticos
- Narcotráfico
- Tráfico de armas
- Rackets de extorsión
- Operaciones de chantaje
- Operaciones con dinero falso
- Operaciones organizadas de prostitución y explotación sexual comercial de niños
- Evasión fiscal y tráfico de cigarrillos
- Manipulación e intimidación organizada de testigos
- Skimming (casinos)
- Operaciones de desguace de autos
- Apuestas ilegales, y amaño de partidos
- Redes de trata de personas
- Redes de contrabando de personas
- Redes de tráfico de órganos
- Actividades de venta de ron (o contrabando de alcohol) y operaciones de alcohol ilegal
- Operación criminal de operaciones aparentemente legales, como clubes de estriptis, casinos, clubes nocturnos o bares, estudios de películas pornográficas, clubes sociales, empresas de construcción, patios de desguace, talleres mecánicos y empresas de gestión de residuos
- Corrupción política
- Corrupción corporativa
- Licitación fraudulenta y fijación de precios
- Corrupción laboral o crimen organizado laboral
- Trabajos ausentes
- Caza furtiva y sobrepesca
- Tala ilegal, construcción ilegal y minería ilegal
- Peleas de perros, peleas de gallos y toreo